# František Ondruš
František Ondruš (* 26. prosince 1953) je bývalý český politik, na přelomu 20. a 21. století poslanec Poslanecké sněmovny za Unii svobody.

## Biografie
V letech 1990-1996 pracoval (jako expert na výbušniny) v BIS. Po roce 1996 pracoval v Ostravě jako obchodní manažer. V roce 1998 vstoupil jako podle svých slov pravicově zaměřený člověk do Unie Svobody. K roku 1998 se uvádí jako obchodní manažer, bytem Krnov.
Ve volbách v roce 1998 byl zvolen do poslanecké sněmovny za Unii svobody (volební obvod Severomoravský kraj). Byl členem sněmovního výboru pro veřejnou správu, regionální rozvoj a životní prostředí a v letech 2000-2002 i výboru pro obranu a bezpečnost. V parlamentu setrval do voleb v roce 2002. Pocházel z Krnova. V roce 2001 rezignoval na členství ve sněmovní komisi pro kontrolu BIS poté, co neprošel při bezpečnostních prověrkách. Neudělení prověrky Ondruš označil za účelové a nepodložené a přičetl ho svým sporům s ředitelem Národního bezpečnostního úřadu Tomášem Kadlecem, který byl dříve jeho kolegou v BIS.